# God's Not Dead (álbum)
God's Not Dead es el decimoquinto álbum de estudio por la cristiana banda Newsboys . Fue lanzado el 15 de noviembre de 2011 y es el segundo álbum de larga duración con el cantante Michael Tait. El álbum contó con canciones de Jared Anderson , Daniel Bashta, Jason Ingram , Reuben Morgan , Jennie Lee Enigma, Jonathan Lee, Sarah Hart, Ben Cantelon, Ben Glover, Norm Miller, así como múltiples composiciones y arreglos de Seth Mosley de Me in Motion y la participación de Kevin Max en los temas "God's Not Dead (Like a Lion)" e
"I Am Second"
El álbum alcanzó el número 1 en la lista Billboard cristiana, y su cable de Oro single, "God's Not Dead (Like a Lion)" fue certificado por la RIAA. Hasta el 10 de julio de 2014, el álbum ha vendido 428.000 copias 

## Lista de canciones
| Album release |                                                |                                  |          |  |
| N.º           | Título                                         | Escritor(es)                     | Duración |  |
| 1.            | «The King is Coming»                           | Jared Anderson, Seth Mosley      | 4:46     |  |
| 2.            | «God's Not Dead (Like a Lion)» (con Kevin Max) | Daniel Bashta                    | 4:18     |  |
| 3.            | «Your Love Never Fails»                        | Anthony Skinner, Chris McClarney | 3:38     |  |
| 4.            | «Here We Stand»                                | Mosley, Jason Ingram             | 4:16     |  |
| 5.            | «Savior of the World»                          | Ben Cantelon                     | 3:38     |  |
| 6.            | «Forever Reign»                                | Ingram, Reuben Morgan            | 3:52     |  |
| 7.            | «More Than Enough»                             | Sarah Hart, Jonathan Lee         | 3:43     |  |
| 8.            | «Revelation Song»                              | Jennie Lee Riddle                | 4:49     |  |
| 9.            | «Pouring It Out for You»                       | Anderson, Lee                    | 4:32     |  |
| 10.           | «Mighty to Save»                               | Benjamin Fielding, Morgan        | 4:27     |  |
| 11.           | «All the Way»                                  | Mosley, Ingram                   | 4:07     |  |
| 12.           | «I Am Second» (con Kevin Max)                  | Mosley, Ben Glover, Norm Miller  | 3:19     |  |

## Remezclas
| Album release |                                                  |                             |          |  |
| N.º           | Título                                           | Escritor(es)                | Duración |  |
| 1.            | «El Rey Ya Viene (Spanglish)» (con Lucia Parker) | Jared Anderson, Seth Mosley | 5:16     |  |